# Carletta
Carletta ist ein weiblicher Vorname und Familienname.

## Herkunft und Bedeutung
→ Hauptartikel: Karla
Carletta stellt eine erweiterte Form des Namens Carla dar, die den italienischen Namen Carlotta imitieren soll. Möglicherweise wurde die Bildung auch vom Namen Scarlett beeinflusst. Der Name wird auch als moderne Variante des mittelalterlichen englischen Namens Caroletta aufgefasst.

## Verbreitung
Der Name Carletta ist vor allem in Italien und den USA verbreitet, dort jedoch nicht sehr häufig.

## Namensträger
- Roby Carletta (* 1946), italienischer Kabarettist